# Dropkick Murphys
Dropkick Murphys, frecuentemente abreviado como DKM, es una banda estadounidense de punk formada en 1996 en los barrios de trabajadores inmigrantes irlandeses de la ciudad de Boston. Ensayaban en el sótano de una barbería propiedad de un amigo, combinando varios tipos de música como punk rock, Oi!, folk irlandés, rock y hardcore, dando como resultado un estilo propio. Sus referencias musicales incluyen bandas tales como Stiff Little Fingers, The Pogues, The Clash, AC/DC y Swingin' Utters.
Su nombre, que literalmente significa «patada de bote pronto», es motivo de conflicto. La posibilidad más admitida es que el nombre fuese cogido de un centro de rehabilitación, una especie de albergue donde se alojaban alcohólicos y Murphy sería la persona encargada de ir recogiéndolos por las calles. Esto es lo que afirma Marc Orrell, uno de los componentes de la banda.
El grupo se ha hecho un hueco en el panorama musical y le han salido seguidores incondicionales. Famosos son sus fines de semana del Día de San Patricio celebrados en su ciudad de origen, Boston.

## Historia
Los Dropkick Murphys se formaron en 1996. La banda publicó una serie de EP y firmó con la discográfica Hellcat Records. En 1998 sacaron su primer álbum, Do or Die. El vocalista principal, Mike McColgan, abandonó la formación posteriormente en ese mismo año sustituyéndole Al Barr, el cantante de The Bruisers. En 1999 sacaron su siguiente álbum, The Gang's All Here. En 2001 fue el turno del tercero, Sing Loud, Sing Proud. Ese disco exhibía el desarrollo que estaba tomando su música e incluía colaboraciones con el antiguo líder de The Pogues, Shane MacGowan y con el de Cock Sparrer Colin McFaull. También significó la despedida del grupo de alguno de sus componentes y la llegada de nuevos: Rick Barton, guitarra, dejó su sitio a James Lynch, antiguo guitarrista de Ducky Boys y a Marc Orrel; también se añadieron nuevos instrumentos que eran tocados por Ryan Foltz y Spicy McHaggis.
Su siguiente álbum, Blackout, salió a la luz en 2003. Ese disco incluye canciones importantes como "Walk Away" y "Fields of Athenry", canción popular irlandesa que relata el drama de la Gran Hambruna que asoló Irlanda durante el siglo XIX. Cabe destacar por encima de todas "The Dirty Glass" con voz principal femenina a cargo de Stephanie Dougherty (Deadly Sins) y que trata sobre un bar sito en Milton Massachusetts que se llama Darcys. Sobre la misma época, la banda saca una versión del himno de los Boston Red Sox que se convirtió en la versión oficial en las series mundiales de 2004 que terminarían ganando. "Tessie", como se llama la canción, también fue utilizada en 2005 en la película Fever Pitch que protagonizan Jimmy Fallon y Drew Barrymore. La banda fue incluso invitada al estreno de la película.
En 2005 los Dropkick Murphys sacaron Singles Collection Volume 2, que incluye versiones, caras b y más material que no había entrado en discos anteriores. También en ese año participaron en el recopilatorio Rock Against Bush, Volume 2. Destaca de entre todas ellas "I´m Shipping Up To Boston" canción con la que saltan al campo para calentar los jugadores del Real Racing Club de Santander y que desata la locura en los Campos de Sport de El Sardinero.
El quinto álbum de estudio se llama The Warriors Code y fue publicado el 21 de junio de 2005 e incluye los temas "Sunshine Highway", "The Walking Dead", "The Warriors Code" y también "Tessie" como bonus track. Además, una de las canciones pertenecientes al disco, "I'm Shipping up to Boston", está inspirada en un poema de Woody Guthrie que fue encontrado en los archivos de la fundación del poeta. Este tema pertenece también a la banda sonora de The Departed, una adaptación de Martin Scorsese del thriller Juego sucio (Hong Kong, 2002). Además se utilizó en el capítulo de Los Simpson: "La trampa para Bart" (temporada 19). También es usada como cortina musical de entrada de la serie "Rizzoli & Isles". 
En 2007 salió el penúltimo disco hasta el momento llamado The Meanest of Times el cual contiene la canción "State of Massachusetts". Un par de años más tarde, Marc Orrell deja la banda y es reemplazado por Jeff DaRosa.
A principios de marzo de 2011 la banda saco su séptimo disco, Going Out In Style en el cual vuelven a sus orígenes con canciones llenas de acción con claros toques de música celta. Durante la gira de promoción de dicho álbum comienzan a escribir nuevo material, para que en enero de 2013 lanzaran su más reciente álbum, Signed and Sealed in Blood, en el cual se aprecia un sonido donde el folk hace una mayor presencia que en ocasiones anteriores. Los primeros singles desprendidos de este último disco son "Rose Tattoo" y la canción navideña "The Season's Upon Us".

## Integrantes
- Al Barr - Primera voz
- Ken Casey - Bajo, primera voz
- James Lynch - Guitarra, coros

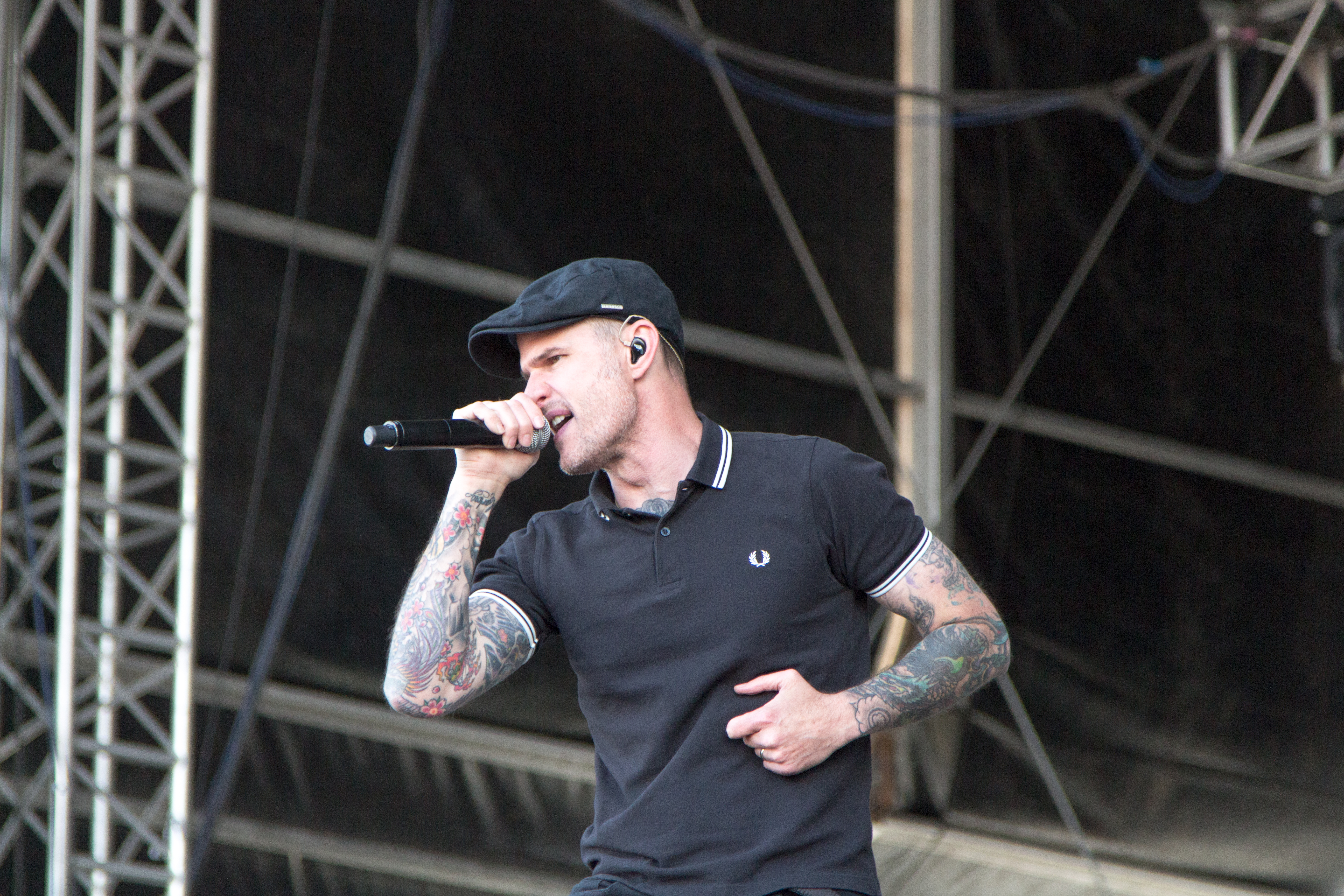
El cantante Al Barr, con un polo Fred Perry, en el concierto Nova Rock de 2014.

- Tim Brennan - Guitarra, acordeón, tin whistle, bouzouki, piano, coros
- Jeff DaRosa - Banjo, mandolina, mandola, bouzouki, tin whistle, guitarra, piano, armónica, cítara, coros
- Scruffy Wallace - Gaita, tin whistle
- Matt Kelly - Batería, coros

## Discografía

### Discos
- Do or Die (1998)
- The Gang's All Here (1999)
- Sing Loud Sing Proud (2001)
- Blackout (2003)
- The Warrior's Code (2005)
- The Meanest of Times (2007)
- Going Out In Style (2011)
- Signed and Sealed In Blood (2012)
- 11 Short Stories of Pain & Glory (2017)
- Turn Up That Dial (2022)

### Directos y álbumes recopilatorios
- The Early Years (1998)
- The Singles Collection, Volume 1 (2000)
- Live on St. Patrick's Day From Boston (2003)
- Singles Collection, Volume 2 (2005)
- Live On Lansdowne, Boston MA (2010)

### EP
- Boys on the Docks (1997)
- Tessie (2004)

### Sencillos
- Fire and Brimstone (1997)
- Tattoos and Scally Caps (1997)
- Curse of Fallen Soul (1998)
- Good Rats (2000)
- Live on a Five (2000)
- Walk Away (2003)
- Time to Go: Promotional Single (2003)
- Fields of Athenry (2003)
- Back to the Hub (2003)
- Fields of Athenry: Andrew Farrar Memorial (2005)

### Discos conjuntos
- DKM/Ducky Boys Split en 7" (1997)
- DKM/Bruisers Split en 7" (1997)
- Anti-Heroes vs Dropkick Murphys (1997)
- DKM/Oxymoron Split (1998)
- Mob Mentality 7" (En colaboración con The Business) (1999)
- Unity 7" (En colaboración con Agnostic Front) (1999)
- This Is The Eastcoast (...Not L.A.) (En colaboración con H2O) (2000)
- Mob Mentality CD (En colaboración con The Business) (2000)
- Face to Face vs Dropkick Murphys (2002)

### Recopilatorios
- Runt of the Litter, Vol. 2 (1996)
- Oi!Skampilation Vol.3(Road of the rightous/Third man in )(1997)
- Give 'Em The Boot (1997) - Incluye "Barroom Hero (version original)"
- Give 'Em The Boot Vol. 2 (1999) - Incluye "The Gang's All Here"
- Vans Off The Wall Sampler (1999) - Incluye "Boston Asphalt"
- Punk Rock Jukebox Vol. 3 (1999) - Incluye "Vengeance"
- Built For Speed - A Motorhead Tribute (1999) - Incluye "Rock And Roll"
- Punch Drunk (1999) - Incluye "You're A Rebel"
- Boston Drops The Gloves: A Tribute To Slapshot (1999) - Incluye "I've Had Enough"
- Punch Drunk Vol. 2 (2000) - Incluye "Soundtrack To A Killing Spree"
- A Worldwide Tribute To Oi (2000) - Incluye "Hey Little Rich Boy" and "Never Again"
- Back On The Streets - Japanese/American Punk Unity  (2000) - Incluye "Halloween" y "Soundtrack To A Killing Spree"
- Punk-O-Rama Vol. 5 (2000) - Incluye "Good Rats" (version original)"
- Punk-O-Rama Vol. 6 (2001) - Incluye "The Gauntlet"
- A Tribute To Cock Sparrer (2001) - Incluye "Working"
- Give 'Em The Boot Vol. 3 (2002) - Incluye "The Legend Of Finn McCummhail"
- Punk-O-Rama Vol. 7 (2002) - Incluye "Heroes From Our Past"
- Atticus: Dragging The Lake Vol. 2 (2003) - Incluye "Fields Of Athenry"
- 2003 Warped Tour Compilation (2003) - Incluye "Walk Away"
- Punk-O-Rama Vol. 8 (2003) - Incluye "Gonna Be A Blackout Tonight"
- Give 'Em The Boot Vol. 4 (2004) - Incluye "I'm Shipping Up To Boston (version original)"
- Rock Against Bush, Vol. 2 (2004) - Incluye "We Got the Power"
- Punk-O-Rama Vol. 9 (2004) - Incluye "The Dirty Glass"
- Punk-O-Rama Vol. 10 (2005) - Incluye "The Warrior's Code"
- Fever Pitch Soundtrack (2005) - Incluye "Tessie"
- Tony Hawk's American Wasteland soundtrack (2005) - Incluye "Who is Who"
- 2005 Warped Tour Compilation (2005) - Incluye "Sunshine Highway"
- Whiskey In The Jar: Essential Irish Drinking Songs And Sing Alongs (2006) - Incluye "Fields Of Athenry", "The Wild Rover" and "The Dirty Glass"

### DVD
- Vans Warped Tour 2003 (2003) - Incluye "Black Velvet Band (Live)"
- Punk-O-Rama Vol. 1 (2003) - Incluye los vídeos de "Barroom Hero" and "The Gauntlet"
- On The Road With The Dropkick Murphys (2004)
- Punk Rock Holocaust (2004)

### Tribute
- Ex-USSR Tribute to Dropkick Murphys (2014)
- Famous For Nothing: A Tribute To Dropkick Murphys (2015)

## Trivia
Apariciones en televisión:
- La canción "Shipping Up To Boston" en el episodio 13 de la 19.ª temporada de la serie Los Simpsons.
- La canción "Shipping Up To Boston" en la película Ajustes de cuenta (2013)
- La canción "Shipping Up To Boston" en la película The Departed (2006)
- La canción "The Warrior's Code" en la película The Fighter (2010)
- La canción "Shipping Up To Boston" en la publicidad de la Bundesliga en Fox Sports (2015-2016)

Apariciones en videojuegos:
- La canción "Never Alone" en el videojuego Dave Mirra Freestyle BMX desarrollado por Z-Axis Ltd y publicado por Acclaim
- La canción "Time To Go" en el videojuego Tony Hawk's Underground desarrollado por Neversoft y publicado por Activision
- La canción "Who is Who" en el videojuego Tony Hawk's American Wasteland desarrollado por Neversoft y publicado por Activision
- La canción "The Boys Are Back" en el videojuego NHL 14 desarrollado por EA Sports Canada y publicado por EA Sports

## Para leer (en inglés)
- Damas, Jason, "Dropkick Murphys: Sing Loud, Sing Proud!", PopMatters magazine, 2001.
- Pascarella, Tony, "Dropkick Murphys: Kickin' It At Warped Tour", The Trades, 19 de agosto de 2005.

## Entrevistas
- Entrevistas en MP3 con los Dropkick Murphys
- Entrevista con Marc y Tim (2006) (en inglés)
- Entrevista con Marc (2003) (en inglés)
- Dropkick Murphys entrevistados en truepunk.com

- Datos: Q938630
- Multimedia: Dropkick Murphys / Q938630